# Pseudendromis
Pseudendromis is een geslacht van vlinders van de familie venstervlekjes (Thyrididae).

## Soorten
- P. botydana (Walker, 1865)
- P. brixifacies (Dyar, 1915)
- P. isoldae Köhler, 1924
- P. miranda (Warren, 1908)
- P. thetis (Druce, 1899)